# Голям Енисей
Голя̀м Енисѐй или Бий Хем (на руски: Большой Енисей; на тувински: Бии-Хем) е река в Азиатската част на Русия, Южен Сибир, Република Тува дясна съставяща на река Енисей. Дължината ѝ е 605 km, която ѝ отрежда 130-о място по дължина сред реките на Русия.
Река Голям Енисей води началото от ледника спускащ се по северозападния склон на връх Топографи (3044 m) в планината Източни Саяни, на 2518 m н.в. В най-горното течение представлява бурен поток, който след около 30 km се влива във високопланинското езеро Кара Балък. След изтичането си от езерото тече на запад в тясна планинска долина. Пресича от юг на север-северозапад високопланинската Тоджинска котловина, където долината ѝ значително се разширява и Голям Енисей става пълноводна река за сметка на множеството притоци, които получава в котловината. След изтичането си от котловината постепенно завива на запад и югозапад, като тече в дълбока и непроходима проломна долина между планината Западни Саяни на северозапад и хребета Академик Обручев на югоизток. След устието на десния си приток река Уюк Голям Енисей излиза от планините и навлиза в северната част на Тувинската котловина. Тук посоката на течението ѝ е южно, а долината ѝ става широка. В северната част на град Кизил, столицата на Република Тува, на 619,5 m н.в. се съединява с идващата отляво река Малък Енисей (Ка Хем) и двете заедно дават началото на голямата река Енисей.
Водосборният басейн на Голям Енисей обхваща площ от 56 800 km2, което представлява 2,2% от водосборния басейн на река Енисей и във водосборния ѝ басейн заема североизточната част на Република Тува.
Границите на водосборния басейн на реката са следните:
- на северозапад, север, североизток и изток – водосборните басейни на реките Ус, Туба и Ангара, десни притоци на Енисей;
- на юг – водосборния басейн на река Малък Енисей, лява съставяща на Енисей.

Река Голям Енисей получава множество притоци, като 6 от тях са дължина над 100 km. По-долу са изброени всичките тези реки, за които е показано на кой километър по течението на реката се вливат, дали са леви (→) или (←), тяхната дължина, площта на водосборния им басейн (в km2) и мястото където се вливат.
- 410 → Серлиг Хем 122 / 3130
- 395 ← Баш Хем 125 / 1440
- 241 ← Хамсара 325 / 19400
- 213 ← Систиг Хем 138 / 4440, при село Систиг Хем
- 120 → Улуг Оо 107 / 1960
- 60 ← Уюк 143 / 3000

Среден годишен отток в устието, при град Кизил 584 m3/s.
По течението на реката в Република Тува няколко села, в т.ч. село Тоора Хем (районен център), а в устието – град Кизил, столицата на Република Тува.
Река Голям Енисей е плавателна за плиткогазещи съдове до село Тоора Хем, на 285 km от устието. Горното течение на реката и нейните притоци представляват практически непокътнат от човешката дейност девствен край. Тук е разположен забележителен район от девет изгаснали вулкана с уникална геоложка характеристика. На десния приток Тоора Хем е разположено красивото езеро Азас (Тоджа), което е един от интересните туристически обекти в Република Тува. Езерото и голяма част от горвия басейн на реката попадат във федералния резерват „Азас“.